# Трушляков, Сергей Сергеевич
Сергей Сергеевич Трушляков (род. 31 марта 1987, Москва) — российский игрок в пляжный футбол. Игрок ПФК «Спартак».
До 18 лет играл в большой футбол в ДЮСШ клубов ЦСКА и «СДЮШОР Юность Москвы Спартак-2», с 18 лет стал играть в пляжный футбол, параллельно совмещая с классическим футбол (играя в КФК) и учёбой в университете. В 22 года начал играть в пляжный футбол профессионально.

## Достижения
- Обладатель Кубка России: 2009
- Вице-чемпион России: 2010
- Шестикратный чемпион Москвы
- Победитель Кубка Москвы
- Лучший бомбардир чемпионата Москвы: 2005, 2006, 2013
- Лучший игрок чемпионата Москвы: 2008[2], 2015
- Обладатель Кубка Белоруссии: 2017